# Itzhak Levy
Itzhak Levy (* 2. Mai 1982) ist ein ehemaliger israelischer Eishockeyspieler, der zuletzt bis 2015 beim HC Bat Yam in der israelischen Eishockeyliga unter Vertrag stand.

## Karriere
Levy begann seine Karriere beim HC Maccabi Amos Lod, mit dem er 2001 israelischer Meister wurde. 2002 wechselte er zum Ligakonkurrenten HC Bat Yam. Mit Ausnahme der Spielzeiten 2006/07, als er in der serbischen Liga beim HK Beostar spielte, und 2007/08, als er mit dem Nice Hockey Côte d’Azur in der französischen Division 2 den Meistertitel errang, spielte Levy bis zu seinem Karriereende 2015 für den Klub aus der Mittelmeerstadt.

### International
Im Juniorenbereich spielte Levy bei den U18-Weltmeisterschaften 1999 und 2000, wo jeweils in der Europa-Division II spielte.
Für die Herren-Nationalmannschaft nahm Levy in der Division I an der Weltmeisterschaft 2006, in der Division II an den Weltmeisterschaften 2001, 2002, 2003, 2004, 2005, 2007, 2008, 2009, 2010, 2012, 2013, 2014 und 2015, als er die Israelis erstmals als Mannschaftskapitän auf das Eis führte, sowie in der Division III an der Weltmeisterschaft 2011 teil.

## Erfolge und Auszeichnungen
- 2001 Israelischer Meister mit den HC Maccabi Amos Lod
- 2005 Aufstieg in die Division I bei der Weltmeisterschaft der Division II, Gruppe B
- 2008 Gewinn der französischen Division 2 mit Nice Hockey Côte d’Azur
- 2011 Aufstieg in die Division II bei der Weltmeisterschaft der Division III
- 2013 Aufstieg in die Division II, Gruppe A, bei der Weltmeisterschaft der Division II, Gruppe B